# Cronologia da Guerra Civil Americana
Esta é uma cronologia da Guerra Civil Americana.

## 1860
- 6 de Novembro: Abraham Lincoln é eleito presidente dos Estados Unidos, o primeiro republicano, recebendo 180 de 303 votos eleitorais possíveis e 40 por cento do voto popular.
- 20 de Dezembro: Carolina do Sul torna-se o primeiro Estado americano a separar-se da União.

## 1861
- 9 de Janeiro: Mississippi separa-se da União.
- 10 de Janeiro: Florida separa-se da União.
- 11 de Janeiro: Alabama separa-se da União.
- 16 de Janeiro: Crittendon Compromise é assassinado no Senado norte-ameicano.
- 19 de Janeiro: Georgia separa-se da União.
- 26 de Janeiro: Louisiana separa-se da União.
- 29 de Janeiro: Kansas torna-se o 34° Estado americano, como um Estado anti-escravista.
- 1 de Fevereiro: Texas separa-se da União.
- 9 de Fevereiro: Os Estados sulistas fundam os Estados Confederados da América. Jefferson Davis é eleito presidente provisório dos Estados Confederados da América com Alexander Stephens, vice-presidente.
- 18 de Fevereiro: Jefferson Davis assume a Presidência dos Estados Confederados da América.
- 23 de Fevereiro: Os cidadãos do Texas aprovam a secessão.
- 4 de Março: Lincoln assume a Presidência dos Estados Unidos da América.
- 12 de Abril: Os sulistas confederados atacam Fort Sumter, na baía de Charleston, Carolina do Sul. Início da Guerra Civil Americana.
- 17 de Abril: Carolina do Sul, Tennessee e Virginia separam-se da União.
- 6 de Maio: Arkansas separa-se da União.
- 9 de Maio: Batalha de Adams Hill.
- 15 a 16 de Maio: Batalha de Sewell's Point.
- 20 de Maio: Carolina do Norte separa-se da União.
- 23 de Maio: Os cidadãos do Virginia aprovam a secessão.
- 29 de Maio a 1 de Junho: Batalha de Aquia Creek.
- 3 de Junho: Batalha de Philippi Races.
- 10 de Junho: Batalha de Big Bethel.
- 17 de Junho: Batalha de Boonville.
- 2 de Julho: Batalha de Hoke's Run.
- 5 de Julho: Batalha de Carthage.
- 11 de Julho: Batalha de Rich Mountain.
- 18 de Julho: Batalha de Blackburn's Ford.
- 21 de Julho: Primeira Batalha de Bull Run (Vírginia).
- 5 de Agosto: Batalha de Athens.
- 10 de Agosto: Batalha de Wilson's Creek (Missouri).
- 26 de Agosto: Batalha de Kessler's Cross Lanes.
- 28 a 29 de Agosto: Batalha de Hatteras Inlet Batteries.
- 2 de Setembro: Batalha de Dry Wood Creek.
- 10 de Setembro: Batalha de Carnifex Ferry.
- 11 a 13 de Setembro: Campanha da Montanha Cheat (Vírginia).
- 12 a 15 de Setembro: Batalha de Cheat Mountain.
- 13 a 20 de Setembro: Primeira Batalha de Lexington.
- 17 de Setembro: Batalha de Liberty.
- 3 de Outubro: Batalha de Greenbrier River.
- 9 de Outubro: Batalha de Santa Rosa Island.
- 21 de Outubro: Batalha de Ball's Bluff.
- 21 de Outubro: Batalha de Camp Wild Cat.
- 21 de Outubro: Batalha de Fredericktown.
- 25 de Outubro: Primeira Batalha de Springfield.
- 9 de Novembro: Batalha de Belmont.
- 19 de Novembro: Batalha de Round Mountain.
- 9 de Dezembro: Batalha de Chusto-Talasah.
- 13 de Dezembro: Batalha de Camp Alleghany.
- 20 de Dezembro: Batalha de Dranesville.
- 26 de Dezembro: Batalha de Chustenahlah.
- 28 de Dezembro: Batalha de Mount Zion Church.
- 30 de Dezembro: Estados Unidos suspendem o uso de ouro e prata para libertar papel de dinheiro.

## 1862
- 3 de Janeiro: Batalha de Cockpit Point.
- 5 de Janeiro: Batalha de Hancock.
- 8 de Janeiro: Batalha de Roan's Tan Yard.
- 10 de Janeiro: Batalha de Middle Creek.
- 15 de Janeiro: Edwin M. Stanton torna-se o Secretário da Guerra dos EUA.
- 18 de Janeiro: O Território Confederado de Arizona é criado.
- 19 de Janeiro: Batalha de Mill Springs (Kentucky).
- 30 de Janeiro: USS Monitor é lançado em Greenpoint, Long Island, NY.
- 6 de Fevereiro: Batalha de Fort Henry.
- 7 a 8 de Fevereiro: Batalha de Roanoke Island.
- 10 de Fevereiro: Batalha de Elizabeth City.
- 11 a 16 de Fevereiro: Batalha de Fort Donelson.
- 12 a 16 de Fevereiro: Batalha de Fort Donelson.
- 20 de Fevereiro: Filho de Lincoln, de 11 anos, morre.
- 20 a 21 de Fevereiro: Batalha de Valverde.
- 28 de Fevereiro a 8 de Abril: Batalha de Island Number Ten.
- 7 de Março: Batalha de Pea Ridge.
- 9 de Março: Batalha de Hampton Roads, Virgínia.
- 14 de Março: Batalha de New Bern.
- 23 de Março: Primeira Batalha de Kernstown.
- 23 de Março a 26 de Abril: Batalha de Fort Macon.
- 26 a 28 de Março: Batalha de Glorieta.
- 5 de Abril a 4 de Maio: Batalha de Yorktown.
- 6 a 7 de Abril: Batalha de Shiloh, Tennessee.
- 11 de Abril: Batalha de Ft. Pulaski.
- 15 de Abril: Batalha de Peralta.
- 19 de Abril: Batalha de South Mills.
- 25 de Abril a 1 de Maio: Batalha de New Orleans.
- 29 de Abril a 30 de Maio: Cerco de Corinth.
- 5 de Maio: Batalha de Williamsburg.
- 7 de Maio: Batalha de Eltham’s Landing.
- 8 a 9 de Maio: Batalha de McDowell.
- 15 de Maio: Batalha de Drewry’s Bluff.
- 19 de Maio: Batalha de Whitney’s Lane.
- 23 de Maio: Batalha de Front Royal.
- 25 de Maio: Primeira Batalha de Winchester.
- 27 de Maio: Batalha de Hanover Courthouse.
- 31 de Maio: Batalha de Seven Pines.
- 5 de Junho: Batalha de Tranter’s Creek.
- 6 de Junho: Batalha de Memphis.
- 7 a 8 de Junho: Primeira Batalha de Chattanooga.
- 8 de Junho: Batalha de Cross Keys.
- 9 de Junho: Batalha de Port Republic.
- 16 de Junho: Batalha de Secessionville.
- 17 de Junho: Batlha de Saint Charles.
- 25 de Junho: Batalha de Oak Grove.
- 26 de Junho: Batalha de Beaver Dam Creek.
- 27 de Junho: Batalha de Gaines'Mill.
- 27 a 28 de Junho: Batalha de Garnett's & Golding's Farm.
- 29 de Junho: Batalha de Savage's Station.
- 30 de Junho: Batalha de White Oak Swamp.
- 30 de Junho: Batalha de Glendale.
- 30 de Junho a 1 de Julho: Batalha de Tampa.
- 1 de Julho: Batalha de Malvern Hill.
- 7 de Julho: Batalha de Hill's Plantation.
- 13 de Julho: Primeira Batalha de Murfreesboro.
- 5 de Agosto: Batalha de Baton Rouge.
- 9 de Agosto: Batalha de Cedar Mountain.
- 28 a 30 de agosto: Segunda Batalha de Bull Run.
- 17 de setembro: Batalha de Antietam (Maryland).
- 3 a 4 de Outubro: Batalha de Corinth (Mississippi).
- 8 de Outubro: Batalha de Perryville (Kentuchy).
- 13 de Dezembro: Batalha de Fredericksburg (Virgínia).
- 18 de Dezembro: Batalha de Lexington.
- 29 de Dezembro: Batalha de Chickasaw Bayou (Mississippi).
- 31 de Dezembro de 1862 a 2 de Janeiro de 1863: Batalha de Stones River, também conhecida como a Batalha de Murfreesboro (Tennessee).

## 1863
- 1 de Janeiro: A Proclamação da Emancipação é assinada.
- 12 de Janeiro: Terceira Sessão do 1° Congresso Confederado.
- 3 de Março: Abraham Lincoln assina o primeiro Ato de Conscrição.
- 17 de Março: Batalha de Kelly's Ford, Virgínia.
- 7 de Abril: Ataque naval a Charleston da parte de couraçado da União.
- 2 de Maio: Batalha de Chancellorsville.
- 3 de Maio: Segunda Batalha de Fredericksburg, Virgínia.
- 12 de Maio: Batalha de Raymond, Mississippi.
- 16 de Maio: Batalha de Champion Hill, Mississippi.
- 17 de Maio: Batalha de Big Black River Bridge.
- 3 de Junho: General Lee inicia a segunda invasão do norte com 75.000 soldados.
- 9 de Junho: Batalha de Brandy Station, Virgínia.
- 14 de Junho: Segunda Batalha de Winchester, Virgínia.
- 1 a 3 de Julho: Batalha de Gettysburg, Pennsylvania.
- 3 de Julho: Confederados são derrotados na Batalha de Gettysburg.
- 4 de Julho: Batalha de Vicksburg.
- 19 de Setembro: Batalha de Chickamauga.
- 23 de Novembro: Batalha de Chattanooga.

## 1864
- 20 de Fevereiro: Batalha de Olustee, Flórida.
- 22 de Fevereiro: Batalha de Okolona, Mississippi.
- 8 de Abril: Batalha de Mansfield, Louisiana.
- 9 de Abril: Batalhade Pleasant Hill, Louisiana.
- 17 de Abril: Batalha de Plymouth, Carolina do Norte.
- 25 de Abril: Batalha de Marks Hill.
- 30 de Abril: Batalha de Jenkins' Ferry, Arkansas.
- 5 de Maio: Batalha de Wilderness, Virgínia.
- 6 de Maio: Batalha de Port Walthall Junction, Virgínia.
- 9 de Maio: Batalha da Montanha Cloyd, Virgínia.
- 2 a 23 de agosto: Batalha da Baía de Mobile, Alabama.
- 23 de Outubro: Batalha de Westport.
- 8 de Novembro: Lincoln é reeleito.
- 29 de Novembro: Batalha de Spring Hill (Tennessee) e Massacre de Sand Creek (Território do Colorado).
- 30 de Novembro: Batalha de Franklin.
- 15 a 16 de Dezembro: Batalha de Nashville (Tennessee).

## 1865
- 5 a 7 de Fevereiro: Batalha de Hatcher's Run, Virgínia.
- 2 de Março:Batalha de Waynesboro, Virgínia.
- 8 a 10 de Março: Batalha de Kinston, Carolina do Norte.
- 16 de Março: Batalha de Averysboro, Carolina do Norte.
- 21 a 21 de Março: Batalha de Bentonville, Carolina do Norte.
- 25 de Março: Batalha de Fort Stedman, Virgínia.
- 31 de Março: Batalha de Dinwiddie Court House, Virgínia.
- 1 de Abril: Batalha de Five Forks, Virginia.
- 2 de Abril: Os sulistas abandonam sua capital, Richmond.
- 4 de Abril: Lincoln visita Richmond.
- 9 de Abril: Batalhas de Appomattox (Virgínia) e Fort Blakely (Alabama).
- 12 de Abril: General Robert Edward Lee rende-se a General Ulysses Simpson Grant no palácio de justiça em Appomatox.
- 14 de Abril: Presidente Abraham Lincoln é atingido a único tiro pelo ator John Wilkes Booth durante a apresentação no Teatro Ford.
- 15 de Abril: Morre o Presidente Abraham Lincoln.
- 26 de Abril: John Wilkes Booth é capturado e assassinado em Garrett Barn, Port Royal, Virgínia.
- 26 de Abril: Fim da Guerra Civil Americana.
- 4 de Maio: Rendição das forças do General confederado Richard Taylor em Citronelle.
- 10 de Maio: Presidente confederado Jefferson Davis é capturado pelas tropas americanas em Irwinville, Georgia.
- 26 de Maio: Rendição de forças Trans-Mississippi do General confederado E. K. Smith, New Orleans, Louisiana.
- 10 de Novembro: Capitão confederado Henry Wirz, comandante de Andersonville, Georgia, é executado.
- 24 de Dezembro: O Ku Klux Klan é fundado em Pulaski, Tennessee.

## 1866
- 1 a 3 de Maio: Massacre de Memphis de 1866
- 20 de Agosto: Presidente Andrew Johnson declara o fim da guerra civil.

## Ligações Externas
- Cronologias da Guerra Civil Americana (em inglês)
- The History Place (em inglês)
- World History Database (em inglês)
- Wikipédia em italiano
- Lincoln Papers (em inglês)
- Civil War Explorer (em inglês)
- The American Civil War (em inglês)
- Lista das batalhas da Guerra Civil Americana - Wikipédia em inglês